# Vicién
Vicién är en kommun i Spanien.   Den ligger i provinsen Provincia de Huesca och regionen Aragonien, i den nordöstra delen av landet, 300 km nordost om huvudstaden Madrid. Antalet invånare är 115. Arean är 13,0 kvadratkilometer. Vicién gränsar till Almudévar.
Terrängen i Vicién är platt.